# Compton Dando
Compton Dando är en ort och civil parish i Storbritannien.   Den ligger i kommunen Bath and North East Somerset och riksdelen England, i den södra delen av landet, 170 km väster om huvudstaden London. Compton Dando ligger 28 meter över havet och antalet invånare är 579.
Terrängen runt Compton Dando är huvudsakligen platt, men åt nordost är den kuperad. Compton Dando ligger nere i en dal. Runt Compton Dando är det tätbefolkat, med 493 invånare per kvadratkilometer. Närmaste större samhälle är Bristol, 10,2 km nordväst om Compton Dando. Trakten runt Compton Dando består i huvudsak av gräsmarker.